# Begonia rajah
Espèce
Synonymes
- Begonia peninsulae Irmsch.[1]

Begonia rajah est une espèce de plantes de la famille des Begoniaceae. Ce bégonia rhizomateux est originaire de Malaisie. L'espèce fait partie de la section Jackia. Elle a été décrite en 1894 par Henry Nicholas Ridley (1855-1956).
En 2018, l'espèce a été assignée à une nouvelle section Jackia, au lieu de la section Reichenheimia. 

## Description
Les feuilles sont arrondies, d'un vert bronzé et au revers rouge sombre. Les fleurs roses apparaissent en été.

## Répartition géographique
Cette espèce est originaire d'un pays d'Asie du sud-est, la Malaisie.

### Iconographie
- Spécimens en herbier sur Jstor